# ウィリアン・ボルジェス・ダ・シウヴァ
ウィリアン（Willian）こと、ウィリアン・ボルジェス・ダ・シウヴァ（Willian Borges da Silva, 1988年8月9日 - ）は、ブラジル・サンパウロ州リベイラン・ピレス出身のサッカー選手。プレミアリーグ・フラムFC所属。元ブラジル代表。ポジションはFW、MF。

## クラブ経歴

### コリンチャンス時代
2004年よりコリンチャンスのユースでキャリアをスタートした。2005年よりトップチームに昇格し、2007年8月2日、アトレチコ・パラナエンセ戦でプロデビューを果たし、2ゴールを挙げる活躍を見せた。

### シャフタール・ドネツク時代

#### 2007-08シーズン
2007年8月23日、FCシャフタール・ドネツクに移籍金1400万ユーロで移籍し、5年契約を結んだ。9月15日、FCチョルノモレツ・オデッサ戦でジャジソンとの交代で途中出場し、移籍後初出場を果たした。10月31日、ウクライナ・カップのFCアルセナル・キエフ戦で移籍後初得点を記録した。11月6日、UEFAチャンピオンズリーグのACミラン戦にラズヴァン・ラツとの交代で途中出場し、欧州カップ戦デビューを果たした。移籍初年度のこのシーズン、リーグ戦20試合に出場し、公式戦28試合1得点の成績を残した。シャフタールのリーグ戦とカップ戦の2冠に貢献した。

#### 2008-09シーズン

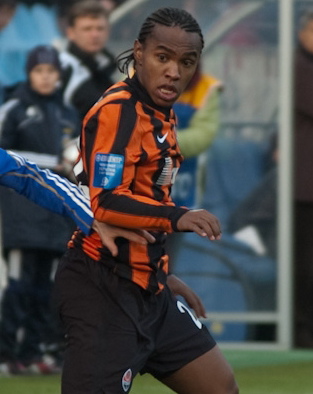
2009年、シャフタールでプレーするウィリアン

2008年7月15日、ウクライナ・スーパーカップのFCディナモ・キーウ戦にブランドンとの交代で途中出場し、PK戦で勝利した。8月27日、チャンピオンズリーグ予選のNKディナモ・ザグレブ戦でゴールを挙げ、勝利に貢献した。11月1日、FCゾリャ・ルハーンシク戦でこのシーズンのリーグ戦初得点を記録した。11月16日、ディナモ・キエフ戦でその試合唯一のゴールを挙げ、勝利に貢献した。2009年4月25日、チョルノモレツ・オデッサ戦でもその試合唯一のゴールを挙げた。
UEFAカップ決勝のヴェルダー・ブレーメン戦との試合に出場し、シャフタールは延長戦の末に2-1で勝利し、UEFAカップがUEFAヨーロッパリーグに名称変更される前の最後の優勝クラブとなった。2008-09シーズンは、公式戦52試合に出場し8得点を記録した。リーグ戦では、1試合に欠場したのみで、5得点を記録した。また、ウクライナカップのラウンド16、FCホヴェルラ・ウージュホロド戦でゴールを挙げた。

#### 2009-10シーズン
2009年8月15日、ウクライナカップのラウンド32・FCドニエストル・オヴィディオポリ戦でこのシーズン初ゴールを挙げた。8月28日、UEFAスーパーカップのFCバルセロナ戦に先発出場し、90分にジュリアス・アガホワと交代するまでプレーしたが、チームは延長戦の末敗れた。9月17日、ヨーロッパリーグのクラブ・ブルージュ戦で、このシーズン2点目のゴールを挙げた。このシーズンは、リーグ戦22試合5得点を含む公式戦39試合7得点の成績を残した。シャフタールのウクライナ・プレミアリーグ優勝に貢献した。シャフタールは勝点77を獲得し、ライバルのディナモ・キエフを6ポイント上回った。

#### 2010-11シーズン
2010年7月4日、ウクライナ・スーパーカップのSCタフリヤ・シンフェロポリ戦でシーズンをスタートし、この試合でシーズン初ゴールを挙げた。7月10日、FCクリフバス・クリヴィー・リフ戦でこのシーズン2点目であり、リーグ戦では初ゴールとなる得点を記録した。8月15日のFCカルパティ・リヴィウ戦では、この試合唯一のゴールを挙げ、勝利に貢献した。8月29日のFCイリチヴェツ・マリウポリでも、その試合唯一のゴールを挙げた。2011年3月8日、チャンピオンズリーグのラウンド16のASローマ戦2ndlegでは、クロスボールがそのままゴールインして先制点を挙げると、後半にはループシュートでGKドニの頭を抜いて追加点を奪い、勝利に貢献し、シャフタールは2戦合計6-2でクラブ初の準々決勝に進出した。5月25日、ウクライナカップ決勝のディナモ・キエフ戦に先発出場し、77分にアレックス・テイシェイラと交代するまでプレーした。このシーズンは、リーグ戦28試合3得点を含む公式戦43試合8得点の成績を残した。シャフタールは、勝点72を獲得し、ディナモ・キエフを7ポイント上回って、リーグ連覇を果たした。さらに、ウクライナ・スーパーカップとウクライナ・カップも制し、国内3冠を達成した。

#### 2011-12シーズン

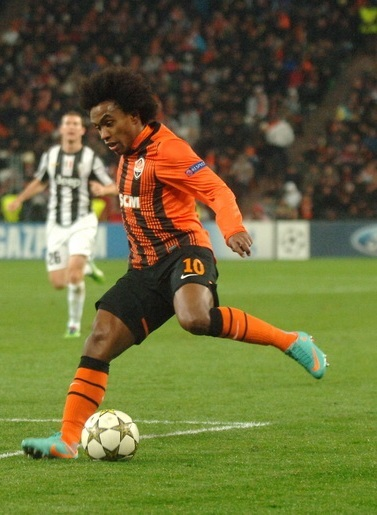
2012年、シャフタールでプレーするウィリアン

2011年7月5日、ウクライナ・スーパーカップのディナモ・キエフ戦にフル出場したが、チームは1-3で敗れた。10月19日、チャンピオンズリーグのFCゼニト・サンクトペテルブルク戦で先制点を挙げた。2012年3月10日、FCイリチヴェツ・マリウポリでは決勝点となるゴールを挙げた。5月6日、ウクライナ・カップ決勝のFCメタルルフ・ドネツィク戦にフル出場し、優勝に貢献した。このシーズンは、リーグ戦27試合5得点を含む、公式戦37試合6得点の成績を残した。シャフタールは、ウクライナ・プレミアリーグを3連覇し、ウクライナ・カップ2連覇を果たした。

#### 2012-13シーズン
シャフタールは、ウクライナ・スーパーカップのFCメタルルフ・ドネツィク戦に2-0で勝利し、シーズンをスタートしたが、ウィリアンはこの試合に欠場した。2012年8月6日、FCヴォリン・ルーツィク戦でこのシーズン初出場を果たした。8月19日、チョルノモレツ・オデッサ戦でシーズン初ゴールを挙げ、さらに2つのアシストを記録した。11月7日、チャンピオンズリーグのチェルシーFC戦で2ゴールを挙げたが、チームは敗れた。

### アンジ・マハチカラ時代
2013年2月、移籍金3500万ユーロでアンジ・マハチカラに移籍をした。しかし、2013年8月にアンジが経営規模の縮小を決定。高給な選手たちは放出候補に挙げられウィリアンもその内の一人であった。

### チェルシー時代

#### 2013-14シーズン
リヴァプールFCやトッテナム・ホットスパーFCが獲得に動き特にトッテナムはメディカルチェックを済ませたとの報道が出たが、2013年8月25日、プレミアリーグのチェルシーFCは3000万ポンドの移籍金でウィリアンを獲得することに合意したと発表し、8月28日に正式に5年契約を結んだ。背番号は22番。非EU国籍の選手がイギリスの労働許可証を取得するには、A代表でレギュラーとしてプレーしてなければならないが、FAが任命したパネルがブラジル代表でなければ、レギュラーとしてプレーしているだろうとみなしたことで、A代表で2試合しか出場していなかったが労働許可証が取得できた。
9月18日、UEFAチャンピオンズリーグのFCバーゼル戦で移籍後初出場を果たした。キャピタル・ワン・カップのスウィンドン・タウンFC戦、チャンピオンズリーグのFCステアウア・ブカレスト戦に出場した後、10月6日にノリッジ・シティFC戦でプレミアリーグデビューを飾り、プレミアリーグ初得点を記録した。2014年1月1日、サウサンプトンFC戦でチェルシーでの2得点目を記録した。4月27日、リヴァプールFCでゴールを挙げ、勝利に貢献した。

#### 2014-15シーズン

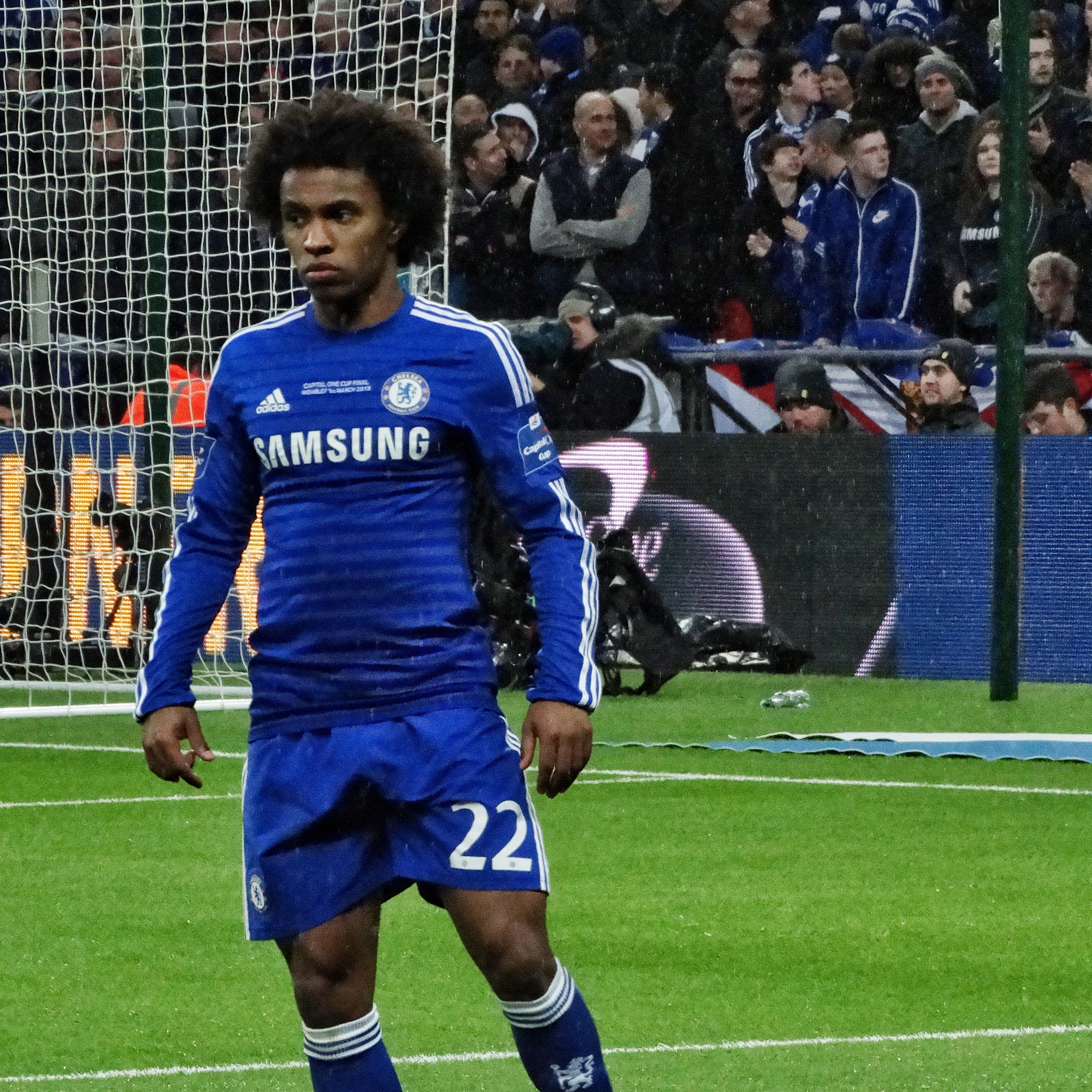
2015年、チェルシーFCでプレーするウィリアン

2014年9月27日、アストン・ヴィラFC戦でシーズン初ゴールを挙げた。11月25日、チャンピオンズリーグのシャルケ04戦でチェルシーでのチャンピオンズリーグ初ゴールを挙げた。
2015年1月28日、キャピタル・ワン・カップのリヴァプール戦で、延長前半4分にフリーキックからブラニスラヴ・イヴァノヴィッチの決勝点をアシストした。3月1日、ウェンブリー・スタジアムで行われたキャピタル・ワン・カップ決勝のトッテナム・ホットスパーFC戦に先発出場し、クラブは2-0で勝利し5度目の優勝を果たした。
このシーズンはリーグ戦36試合に出場し、クラブの5度目のプレミアリーグ優勝に貢献した。

#### 2015-16シーズン

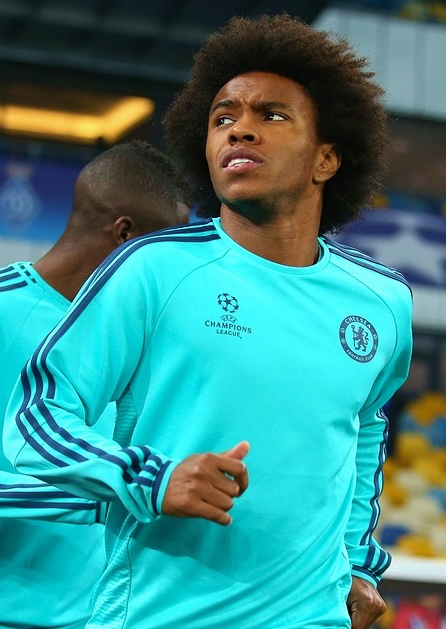
2015-16シーズンのウィリアン

2015年9月16日、UEFAチャンピオンズリーグのマッカビ・テルアビブFC戦で直接フリーキックから先制点を決め、勝利に貢献した。その後のプレミアリーグでのニューカッスル・ユナイテッドFC戦、サウサンプトンFC戦、チャンピオンズリーグのFCポルト戦の3試合連続で直接フリーキックでゴールを挙げた。11月4日、チャンピオンズリーグのFCディナモ・キーウ戦でこのシーズン5点目となる直接フリーキックでのゴールを挙げた。11月24日、マッカビ・テルアビブ戦でシーズン6点目の直接フリーキックでのゴールを挙げ、このシーズンヨーロッパで最も多くのフリーキックでのゴールを挙げた選手となった。
12月9日、チャンピオンズリーグのFCポルト戦で、このシーズンのチャンピオンズリーグでの5点目となるゴールを挙げ、勝利に貢献した。この勝利で、チェルシーはグループリーグを突破を決めた。このシーズンのチャンピオンズリーグ・グループリーグのベストイレブンに選出された。
このシーズン、チェルシーのファンが選ぶ最優秀選手とプレイヤーが選ぶ最優秀選手に選出された。

#### 2016-17シーズン
2016年7月チームとの契約を4年間延長した。2016年8月27日バーンリー戦でシーズン初ゴールを決めた。2017年4月22日、ウェンブリー・スタジアムで行われたFAカップ準決勝のトッテナム戦で2ゴールを挙げ、勝利に貢献した。

#### 2017-18シーズン
2017年11月22日、チャンピオンズリーグのカラバフFK戦で、チェルシーでの公式戦200試合出場を果たし、その試合で2ゴールを挙げ、2つのPKを獲得し、勝利に貢献した。この勝利で、決勝トーナメント進出を決めた。11月25日、プレミアリーグのリヴァプール戦に途中出場し、このシーズンのリーグ戦初ゴールを挙げ、引き分けに持ち込んだ。

#### 2019-20シーズン
2019年8月3日、背番号を22から10番に変更することが発表された。エデン・アザールが2018-19シーズンまで着けていた番号を引き継いだ。フランク・ランパード監督の信頼をしっかりと勝ち取った。
2020年8月9日、チェルシーとの再契約交渉が不調に終わり、退団が決定。自身のインスタグラムで感謝の意を表明した。

### アーセナル時代
2020年8月14日、フリー移籍でアーセナルFCと3年契約を締結したことが発表された。背番号は、12番となった。同年9月12日、2020-21シーズンの開幕戦となるフラムFC戦でアーセナルで初出場初先発を果たした。デビュー戦となるこの試合で2アシストをして活躍した。デビュー戦での活躍以後、目立った活躍がなくリーグ戦終盤まで無得点と低調なパフォーマンスにより出場機会も減っていったが、2021年5月9日、プレミアリーグのウェスト・ブロムウィッチ・アルビオン戦で直接フリーキックを決めて待望のアーセナル移籍後初得点を決めた。
2021年8月19日、新型コロナウィルス検査で陽性であったことが公式発表された。同年8月30日、アーセナルとの残り2年の契約を解除しわずか1シーズンのみで退団することが発表された。

### コリンチャンス復帰
2021年8月30日、古巣のSCコリンチャンス・パウリスタへの復帰が発表された。
2022年8月12日、2023年末までの契約を解除し、クラブを退団した。試合に負けた際や良いプレーが出来なかった際には家族を含めて殺害脅迫を受けたことが退団の理由と説明した。

### フラム時代
2022年9月1日、フラムFCに移籍。背番号は20番。9月3日に行われたトッテナムとのロンドンダービーでデビュー。10月23日に行われたリーズ・ユナイデッド戦で移籍後初ゴールを決めた。2023年1月13日に行われた古巣チェルシー戦でゴールを決めた。

### オリンピアコス時代
オリンピアコスへ移籍。しかし中々出場機会を得られず、2024年12月30日に契約解除を発表。

### フラム復帰
2025年2月6日、フラムへの復帰を発表。

## 代表経歴
2007年にはブラジルU-20代表として南米ユース選手権に出場し優勝に貢献し、2007 FIFA U-20ワールドカップ出場権を獲得した。U-20ワールドカップではベスト16で敗退した。2011年11月10日、親善試合のガボン代表戦でA代表デビューを果たした。2013年11月16日のホンジュラス代表との親善試合で代表初得点を挙げた。その後2014年のワールドカップ、2016年のコパ・アメリカ、2018年のワールドカップと連続してブラジル代表に選出され、2019年のコパ・アメリカでは不在のネイマールに変わり背番号10番を背負い優勝に貢献した。

## エピソード
2011年に結婚し、2012年に双子の女児が誕生した。

## 個人成績

### クラブ
| クラブ                 | シーズン | リーグ                      | リーグ戦 | リーグ戦 | カップ戦 | カップ戦 | リーグ杯 | リーグ杯 | 国際大会 | 国際大会 | その他 | その他 | 合計 | 合計 |
| クラブ                 | シーズン | リーグ                      | 出場     | 得点     | 出場     | 得点     | 出場     | 得点     | 出場     | 得点     | 出場   | 得点   | 出場 | 得点 |
| ---------------------- | -------- | --------------------------- | -------- | -------- | -------- | -------- | -------- | -------- | -------- | -------- | ------ | ------ | ---- | ---- |
| コリンチャンス         | 2006     | セリエA                     | 5        | 0        | 0        | 0        | -        | -        | 0        | 0        | 3      | 0      | 8    | 0    |
| コリンチャンス         | 2007     | セリエA                     | 15       | 2        | 4        | 0        | -        | -        | 0        | 0        | 14     | 0      | 33   | 2    |
| コリンチャンス         | 通算     | 通算                        | 20       | 2        | 4        | 0        | -        | -        | 0        | 0        | 17     | 0      | 41   | 2    |
| シャフタール・ドネツク | 2007-08  | ウクライナ プレミアリーグ   | 20       | 0        | 6        | 1        | -        | -        | 2        | 0        | -      | -      | 28   | 1    |
| シャフタール・ドネツク | 2008-09  | ウクライナ プレミアリーグ   | 29       | 5        | 5        | 1        | -        | -        | 17       | 2        | 1      | 0      | 52   | 8    |
| シャフタール・ドネツク | 2009-10  | ウクライナ プレミアリーグ   | 22       | 5        | 4        | 1        | -        | -        | 12       | 1        | 1      | 0      | 39   | 7    |
| シャフタール・ドネツク | 2010-11  | ウクライナ プレミアリーグ   | 28       | 3        | 4        | 2        | -        | -        | 10       | 2        | 1      | 1      | 43   | 8    |
| シャフタール・ドネツク | 2011-12  | ウクライナ プレミアリーグ   | 27       | 5        | 3        | 0        | -        | -        | 6        | 1        | 1      | 0      | 37   | 6    |
| シャフタール・ドネツク | 2012-13  | ウクライナ プレミアリーグ   | 14       | 2        | 2        | 1        | -        | -        | 6        | 4        | 0      | 0      | 22   | 7    |
| シャフタール・ドネツク | 通算     | 通算                        | 140      | 20       | 24       | 6        | -        | -        | 53       | 10       | 4      | 1      | 221  | 37   |
| アンジ・マハチカラ     | 2012-13  | ロシア プレミアリーグ       | 7        | 1        | 3        | 0        | -        | -        | 3        | 0        | 0      | 0      | 13   | 1    |
| アンジ・マハチカラ     | 2013-14  | ロシア プレミアリーグ       | 4        | 0        | 0        | 0        | -        | -        | 0        | 0        | 0      | 0      | 4    | 0    |
| アンジ・マハチカラ     | 通算     | 通算                        | 11       | 1        | 3        | 0        | -        | -        | 3        | 0        | 0      | 0      | 17   | 1    |
| チェルシー             | 2013-14  | イングランド プレミアリーグ | 25       | 4        | 3        | 0        | 3        | 0        | 11       | 0        | 0      | 0      | 42   | 4    |
| チェルシー             | 2014-15  | イングランド プレミアリーグ | 36       | 2        | 2        | 1        | 4        | 0        | 7        | 1        | 0      | 0      | 49   | 4    |
| チェルシー             | 2015-16  | イングランド プレミアリーグ | 35       | 5        | 4        | 1        | 1        | 0        | 8        | 5        | 1      | 0      | 49   | 11   |
| チェルシー             | 2016-17  | イングランド プレミアリーグ | 34       | 8        | 6        | 4        | 1        | 0        | -        | -        | 0      | 0      | 41   | 12   |
| チェルシー             | 2017-18  | イングランド プレミアリーグ | 36       | 6        | 6        | 2        | 4        | 2        | 8        | 3        | 1      | 0      | 55   | 13   |
| チェルシー             | 2018-19  | イングランド プレミアリーグ | 32       | 3        | 2        | 2        | 6        | 0        | 15       | 3        | 1      | 0      | 56   | 8    |
| チェルシー             | 2019-20  | イングランド プレミアリーグ | 36       | 9        | 4        | 1        | 0        | 0        | 7        | 1        | 0      | 0      | 47   | 11   |
| チェルシー             | 通算     | 通算                        | 234      | 37       | 27       | 11       | 19       | 2        | 56       | 13       | 3      | 0      | 339  | 63   |
| アーセナル             | 2020-21  | イングランド プレミアリーグ | 25       | 1        | 2        | 0        | 1        | 0        | 9        | 0        | 0      | 0      | 37   | 1    |
| アーセナル             | 通算     | 通算                        | 25       | 1        | 2        | 0        | 1        | 0        | 9        | 0        | 0      | 0      | 37   | 1    |
| 総通算                 | 総通算   | 総通算                      | 429      | 61       | 60       | 17       | 20       | 2        | 121      | 23       | 24     | 1      | 654  | 104  |

## 代表歴

### 出場大会
- ブラジル代表
  - 2014 FIFAワールドカップ
  - 2018 FIFAワールドカップ

### 試合数
- 国際Aマッチ 70試合 9得点（2011年-2019年）[74]

| ブラジル代表 | 国際Aマッチ | 国際Aマッチ |
| 年           | 出場        | 得点        |
| ------------ | ----------- | ----------- |
| 2011         | 2           | 0           |
| 2013         | 2           | 1           |
| 2014         | 14          | 3           |
| 2015         | 14          | 2           |
| 2016         | 11          | 1           |
| 2017         | 10          | 1           |
| 2018         | 12          | 0           |
| 2019         | 5           | 1           |
| 通算         | 70          | 9           |

## タイトル

### クラブ
SCコリンチャンス・パウリスタ
- コパ・サンパウロ・デ・フットボール・ジュニオール：2005

FCシャフタール・ドネツク
- ウクライナ・プレミア・リーグ：2008, 2010, 2011, 2012
- ウクライナ・カップ：2008, 2011, 2012
- ウクライナ・スーパーカップ：2008, 2010, 2012
- UEFAカップ：2008-09

チェルシーFC
- フットボールリーグカップ：2014-15
- プレミアリーグ：2014-15, 2016-17
- FAカップ：2017-18
- UEFAヨーロッパリーグ : 2018-19

アーセナルFC
- FAコミュニティ・シールド：2020

### 代表
U-20ブラジル代表
- 仙台カップ国際ユースサッカー大会：2006
- 南米ユース選手権：2007

ブラジル代表
- コパ・アメリカ：1回 (2019)